# بخش بستر
بخش بستر (به انگلیسی: Bastar district) یک منطقهٔ مسکونی در هند است که در Bastar Division واقع شده‌است. بخش بستر ۶٬۵۹۷ کیلومتر مربع مساحت و ۸۳۴٬۸۷۳ نفر جمعیت دارد.